# Narsingdi S.
Narsingdi S. är ett underdistrikt i Bangladesh. Det ligger i den centrala delen av landet, 40 km nordost om huvudstaden Dhaka.
Trakten runt Narsingdi S. består till största delen av jordbruksmark. Runt Narsingdi S. är det mycket tätbefolkat, med 2 345 invånare per kvadratkilometer.